# Antón de Carrión
Antón de Carrión (S. XV Carrión de los Condes, España - S. XVI Tierrafirme) conquistador español. Participó en la descubrimiento del Perú y fue uno de los Trece de la Fama, es decir, uno de los trece soldados españoles que no quisieron abandonar a Francisco Pizarro en la isla del Gallo.

## Biografía
Era hidalgo, sabía firmar y se sabe que radicaba en Panamá por lo menos desde 1522. Probablemente se alistó en el primer viaje descubridor de Francisco Pizarro, que partió de dicha ciudad, pero solo sabemos detalles de su actuación en el segundo viaje, tal como el mismo lo refiere en la probanza de Pedro de Candía, fechada el 25 de agosto de 1528. Cuenta allí que era el alférez mayor o abanderado de la expedición (es decir, el que llevaba el portaestandarte) y que se halló en la exploración de la región de las Barbacoas, donde fue uno de los que saquearon los depósitos de maíz que los indígenas tenían en la copas de los árboles, así como uno de los encargados de recolectar comida en los pantanos, llegando a decir que todo ello era tan duro que prefería los combates.
También refiere la incursión en la costa de Atacames, donde colaboró en la extracción de mariscos para el consumo de la tropa. 
En ese mismo segundo viaje estuvo en la Isla del Gallo, cuando el caballero Juan Tafur, por orden del gobernador de Panamá, vino a recoger a los expedicionarios, atendiendo una carta de uno de ellos que se quejaba de las penalidades que demandaba la empresa descubridora. Solo trece soldados se negaron a abandonar a Pizarro, entre ellos Carrión, siendo conocidos desde entonces como los Trece de la Fama. Trasladado a la Isla de la Gorgona y recogido con sus compañeros en el navío pilotado por Bartolomé Ruiz, participó luego en el descubrimiento de Tumbes y en la exploración de las actuales costas peruanas hasta el río Santa. 
De vuelta a Panamá, declaró como testigo en la probanza de García de Jarén (3 de agosto de 1528), en la de Cristóbal de Peralta (18 de agosto de 1528) y en la ya mencionada de Pedro de Candía (25 de agosto de 1528), en las que subrayó los trabajos de los Trece de la Fama en el segundo viaje del descubrimiento del Perú. A partir de entonces su nombre no vuelve más a ser mencionado en los documentos históricos conservados.
Es probable que, según lo estipulado en Capitulación de Toledo, se le honrara con el título de Caballero de Espuela Dorada, otorgado a aquellos Trece de la Fama que ya eran hidalgos (a los que no lo eran se les concedió la hidalguía, que solo era válida en las Indias, mas no en España). No hay, sin embargo, constancia escrita de que Carrión lograra validar ese título.